# Superius
Superius, dans la musique vocale ancienne, est le nom tiré du latin donné au registre des tessitures le plus élevé.
Au début du XVIIe siècle en France, cette appellation est progressivement remplacée par dessus.